# 茄叶地黄
茄叶地黄（学名：Rehmannia solanifolia）为玄参科地黄属的植物，为中国的特有植物。分布于中国大陆的四川等地，生长于海拔800米至1,300米的地区，常生长在草地上，目前尚未由人工引种栽培。